# NGC 4570
NGC 4570 ist eine Linsenförmige Galaxie vom Hubble-Typ S0 im Sternbild Jungfrau nördlich der Ekliptik. Sie ist schätzungsweise 77 Millionen Lichtjahre von der Milchstraße entfernt, hat einen Durchmesser von etwa 85.000 Lj und ist unter der Katalognummer VVC 1692 als Teil des Virgo-Galaxienhaufens gelistet. Die Entfernungsmessungen basierend auf den Radialgeschwindigkeiten stimmen nicht mit den rotverschiebungsunabhängigen Entfernungsschätzungen von 56 ± 17 Millionen Lichtjahren überein. 
Im selben Himmelsareal befinden sich u. a. die Galaxien NGC 4577, NGC 4588, IC 3576, IC 3591.
Das Objekt wurde am 13. April 1784 vom deutsch-britischen Astronomen Wilhelm Herschel entdeckt.